# قیرشاباقتی
قیرشاباقتی (به قزاقی: Қыршабақты، قىرشاباقتى}} یک رود در قزاقستان است که در کوهستان قره‌داغ واقع شده‌است.